# Tazza Maltija 2024-2025
La Tazza Maltija 2024-2025, conosciuta anche con il nome ufficiale di Meridianbet FA Trophy 2024–25 per motivi di sponsorizzazione, è stata l'87ª edizione della coppa nazionale maltese di calcio.
Il torneo è iniziato il 7 dicembre 2024 ed è terminato con la finale il 18 maggio 2025. Il titolo è stato vinto dall'Hibernians, all'undicesimo successo nella manifestazione.

## Turno preliminare
Sono ammesse al turno preliminare della competizione le 16 squadre della BOV Challenge League, 8 squadre della Gozo FA Division One, oltre a 4 squadre della National Amateur League (le quattro squadre semifinaliste della National Amateur Cup).
| Squadra 1         | Risultato       | Squadra 2               |
| ----------------- | --------------- | ----------------------- |
| 7 dicembre 2024   |                 |                         |
| Żebbuġ Rangers    | 6 - 1           | Oratory Youths          |
| Valletta          | 3 - 1 (dts)     | Nadur Youngsters        |
| Mġarr             | 2 - 3           | S.K. Victoria Wanderers |
| Victoria Hotspurs | 3 - 0           | Senglea Athletic        |
| Sirens            | 3 - 1           | St. Lucia               |
| Swieqi Utd        | 0 - 0 (8-7 dtr) | Mtarfa                  |
| Tarxien Rainbows  | 1 - 1(5-4 dtr)  | Mellieħa                |

## Primo turno
| Squadra 1        | Risultato   | Squadra 2               |
| ---------------- | ----------- | ----------------------- |
| 10 gennaio 2025  |             |                         |
| Żurrieq          | 1 - 0 (dts) | Mellieħa                |
| Xagħra Utd       | 1 - 5       | Victoria Hotspurs       |
| Sirens           | 0 - 2       | Qrendi                  |
| 11 gennaio 2025  |             |                         |
| Naxxar Lions     | 4 - 2 (dts) | Melita                  |
| Birkirkara       | 2 - 1       | Balzan                  |
| Pietà Hotspurs   | 1 - 5       | Marsa                   |
| Ħamrun Spartans  | 5 - 0       | Swieqi Utd              |
| Sliema Wanderers | 8 - 0       | Għajnsielem             |
| Marsaxlokk       | 0 - 3       | Mosta                   |
| 12 gennaio 2025  |             |                         |
| Lija Athletic    | 0 - 5       | Żabbar St. Patrick      |
| Gudja Utd        | 0 - 5       | Gżira Utd               |
| Qala St. Joseph  | 2 - 0       | St. Andrews             |
| Floriana         | 2 - 0       | Xewkija Tigers          |
| Valletta         | 4 - 0       | S.K. Victoria Wanderers |
| Hibernians       | 3 - 0       | Żebbuġ Rangers          |
| Fgura Utd        | 3 - 1       | Attard                  |

## Secondo turno
| Squadra 1          | Risultato   | Squadra 2        |
| ------------------ | ----------- | ---------------- |
| 4 febbraio 2025    |             |                  |
| Qala St. Joseph    | 0 - 3       | Hibernians       |
| Fgura Utd          | 0 - 3       | Birkirkara       |
| 5 febbraio 2025    |             |                  |
| Gżira Utd          | 0 - 1 (dts) | Valletta         |
| Marsa              | 0 - 4       | Sliema Wanderers |
| Żabbar St. Patrick | 1 - 2       | Ħamrun Spartans  |
| Mosta              | 4 - 0       | Qrendi           |
| 6 febbraio 2025    |             |                  |
| Victoria Hotspurs  | 1 - 4       | Floriana         |
| Żurrieq            | 0 - 4       | Naxxar Lions     |

## Quarti di finale
| Squadra 1       | Risultato   | Squadra 2        |
| --------------- | ----------- | ---------------- |
| 5 marzo 2025    |             |                  |
| Ħamrun Spartans | 2 - 0       | Sliema Wanderers |
| Birkirkara      | 3 - 1 (dts) | Valletta         |
| Floriana        | 2 - 0       | Mosta            |
| 6 febbraio 2025 |             |                  |
| Hibernians      | 2 - 0       | Naxxar Lions     |

## Semifinali
| Squadra 1       | Risultato | Squadra 2  |
| --------------- | --------- | ---------- |
| 14 maggio 2025  |           |            |
| Birkirkara      | 2 - 1     | Floriana   |
| Ħamrun Spartans | 1 - 2     | Hibernians |

## Finale
| Arbitro: | Malcolm Spiteri |

|                       |           |             |
| Martinis 14’ Shaw 80’ | Marcatori | Maxuell 72’ |